# Manophylax altus
Manophylax altus är en nattsländeart som först beskrevs av Huryn och Wallace 1984.  Manophylax altus ingår i släktet Manophylax och familjen Apataniidae. Inga underarter finns listade i Catalogue of Life.